# Folkärna landskommun
Folkärna landskommun var en tidigare kommun i Kopparbergs län. 

## Administrativ historik
Kommunen inrättades i Folkärna socken i Folkare härad i Dalarna när 1862 års kommunalförordningar trädde i kraft den 1 januari 1863. 
Den 10 juni 1904 inrättades municipalsamhället Krylbo i landskommunen. Detta bröts ut för att bilda Krylbo köping den 1 januari 1919.
I samband med kommunreformen 1952 överfördes från Folkärna till andra kommuner två områden: Till Avesta stad överfördes ett område med 45 invånare och omfattande en areal av 0,15 kvadratkilometer, varav 0,13 land. Till Krylbo köping överfördes ett område med 54 invånare och omfattande en areal av 3,40 kvadratkilometer, varav 3,36 land.
Den 1 januari 1959 överfördes till Grytnäs landskommun ett obebott område (Skjettbäckarna 1:2, 2:1 3:2-3:4) omfattande en areal av 0,22 kvadratkilometer, varav allt land.
Landskommunen upphörde 1 januari 1967 när den uppgick i Avesta stad.
Kommunkoden 1952-1967 var 2002.

### Kyrklig tillhörighet
I kyrkligt hänseende hörde Folkärna landskommun till Folkärna församling. Från 1 januari 1945 var församlingen delad i två kyrkobokföringsdistrikt: Folkärna kyrkobokföringsdistrikt och Krylbo kyrkobokföringsdistrikt (del av detta kyrkobokföringsdistrikt låg i Krylbo köping).

## Kommunvapen
Blasonering: I fält av silver en bergshammare och en smidestång i kors, båda svarta.
Vapnet fastställdes 1945.

## Geografi
Folkärna landskommun omfattade den 1 januari 1952 en areal av 212,35 km², varav 189,81 km² land.

### Tätorter i kommunen 1960
| Tätort          | Folkmängd |
| --------------- | --------- |
| Avesta, del ava | 1 022     |
| Fors            | 688       |

Tätortsgraden i kommunen var den 1 november 1960 38,3 procent.

## Politik

### Mandatfördelning i valen 1938-1962
|  | 11 | 7 | 4 | 2 |

| 24 |

| 12 | 9 | 3 |  |

| 24 |

| 2 | 11 | 8 | 3 |  |

| 23 |

| 13 | 8 | 3 |  |

| 22 |

| 12 | 7 | 4 | 2 |

| 22 |

| 13 | 8 | 2 | 2 |

| 23 |

| 12 | 9 | 2 | 2 |

| 22 |